# County Line, Alabama
County Line là một thị trấn thuộc quận Blount, tiểu bang Alabama, Hoa Kỳ. Dân số năm 2009 là 271 người, mật độ đạt 108 người/km².